# Monodontium mutabile
Monodontium mutabile là một loài nhện trong họ Barychelidae. Loài này phân bố ờ New Guinea.